# Dongzhimen (metropolitana di Pechino)
Dongzhimen (in cinese: 东直门站S, Dōngzhímén zhànP) è una stazione della linea 2, della linea 13 e della linea Capital Airport Express della metropolitana di Pechino.
La stazione prende il nome da Dongzhimen, una delle antiche porte sulle cinta murarie di Pechino, demolita durante gli anni '60, nel corso di una vasta campagna di modernizzazione urbana, per far posto a quella che sarebbe diventata la seconda tangenziale urbana della città.

## Storia

### Linea 2
Nel 1965, il Comitato Centrale del Partito Comunista Cinese approvò il Rapporto sulla costruzione della metropolitana di Pechino, che definiva chiaramente il piano per realizzare le prime stazioni della metropolitana. Tra queste figurava anche la stazione di Dongzhimen.
Il 15 gennaio 1971 aprì al pubblico la linea della prima fase della metropolitana di Pechino, nella tratta tra la stazione di Gongzhufen (oggi linea 1) e la stazione ferroviaria di Pechino Centrale (oggi parte della linea 2). In questa fase, la stazione di Dongzhimen non faceva parte dei progetti precedenti, ma era inclusa nella cosiddetta seconda fase della metropolitana di Pechino. Nel marzo successivo, infatti, iniziarono i lavori di realizzazione della stazione di Dongzhimen.
Il 20 settembre 1984 la stazione fu ufficialmente aperta al pubblico, entrando in funzione come stazione della linea della seconda fase (oggi linea 2). La linea operava lungo il secondo anello ferroviario nella sua sezione occidentale, settentrionale e orientale con un percorso a forma di "ferro di cavallo" e copriva il tratto tra le stazioni di Fuxingmen e Jianguomen, con un totale di 12 fermate e una lunghezza di 16,1 km.
Il 24 dicembre 1987, poiché il percorso ad anello della linea della seconda fase era ormai concluso, le due linee vennero riorganizzate e rinominate in linea 1 e linea circolare. La stazione di Dongzhimen rientrò nella competenza della linea circolare.
Il 1° gennaio 2002 la "linea circolare della metropolitana di Pechino" viene ufficialmente ridenominata linea 2.

### Linea 13
I lavori della stazione di Dongzhimen della linea 13, così come tutte le altre stazioni afferenti alla stessa linea, sono stati avviati il 26 settembre 2000. Il 18 giugno 2002 si conclusero i lavori strutturali principali della linea 13 presso la stazione di Dongzhimen e nel settembre successivo venne completata la copertura dell’edificio della stazione.
Il 20 gennaio 2003 venne ultimato il corridoio di collegamento tra la linea 2 e la linea 13 e otto giorni dopo, il 28 gennaio, la stazione di Dongzhimen e l'intera linea 13 vennero inaugurate e aperte al pubblico.
La stazione di Dongzhimen rappresenta attualmente uno dei capolinea della linea 13.
Il 22 novembre 2018, la Commissione municipale di Pechino per la pianificazione e le risorse naturali ha avviato una consultazione pubblica della durata di 30 giorni sul progetto di suddivisione della linea 13 in due linee separate, temporaneamente definite Linea 13A e Linea 13B. In base ai piani presentati, Dongzhimen farà parte della diramazione della linea 13B e sarà soggetta a lavori di ristrutturazione.
I lavori sono stati avviati il 20 aprile 2024 e, in base ai piani previsti, la linea 13B e le sue stazioni dovrebbero essere parzialmente inaugurate entro il 2025.

### Linea Capital Airport Express
Il 15 giugno 2005 sono iniziati i lavori per la realizzazione della stazione di Dongzhimen della linea Capital Airport Express.
Dopo oltre due anni di lavori, il 6 novembre 2007 furono completate le operazioni di posa dei binari, mentre il 5 dicembre si conclusero anche i lavori strutturali della nuova linea. In preparazione alla sua apertura, il 12 dicembre vennero adeguate le strutture di bigliettazione automatica e, pochi giorni dopo, il 16 dicembre, la stazione della linea 2 fu temporaneamente chiusa per consentire lavori di ristrutturazione.
L’8 gennaio 2008 la stazione della linea 2 riprese il servizio, con l’ampliamento dell’atrio fino a una superficie di 340 metri quadrati. Infine, il 19 luglio la stazione entrò ufficialmente in funzione come nodo della nuova linea Capital Airport Express, collegando direttamente l'aeroporto di Pechino-Capitale all'area urbana della città.
Fino al 31 dicembre 2021, giorno in cui è stata inaugurata l'estensione della linea fino alla fermata Beixinqiao, Dongzhimen rappresentava il capolinea occidentale della linea.

## Posizione

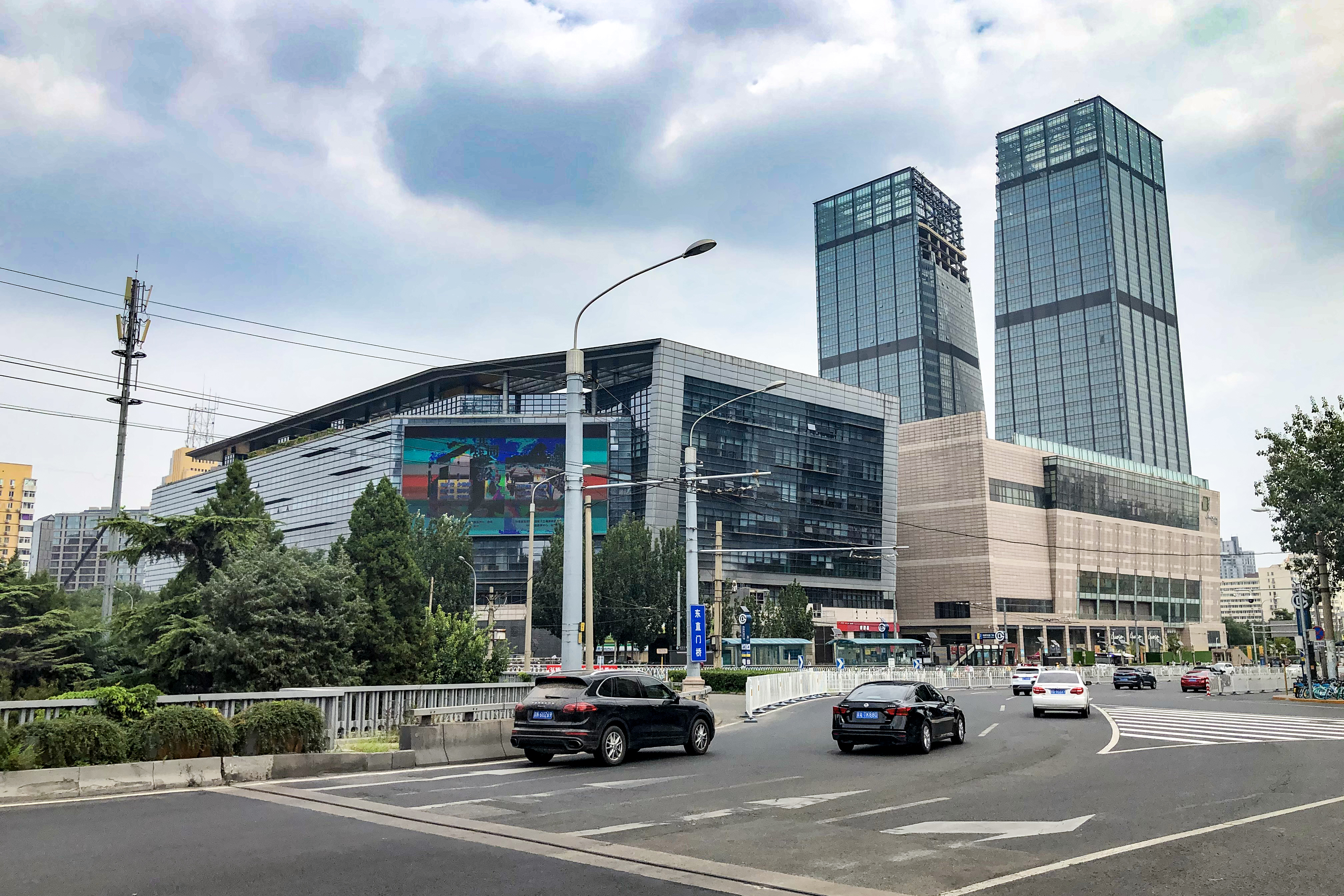
L'omonima area di Dongzhimen, dove sorge la stazione.

La stazione di Dongzhimen si trova nel distretto di Dongcheng, nell'estremità nord-est del centro di Pechino. La stazione è stata costruita sul lato est del secondo anello autostradale di Pechino, a nord di Dongzhimen Outer Street. A nord confina con Dongzhimen Inner Street, mentre a est si affaccia direttamente sul secondo anello, in prossimità della seconda zona diplomatica della città. La disposizione delle linee metropolitane nella stazione segue orientamenti differenti: la linea 2 corre in direzione nord-sud lungo il secondo anello, la linea 13 si sviluppa anch’essa in direzione nord-sud ma lungo Dongzhimen North Street, mentre la stazione della linea Capital Airport Express si estende in diagonale da nord-est a sud-ovest.

## Struttura e impianti

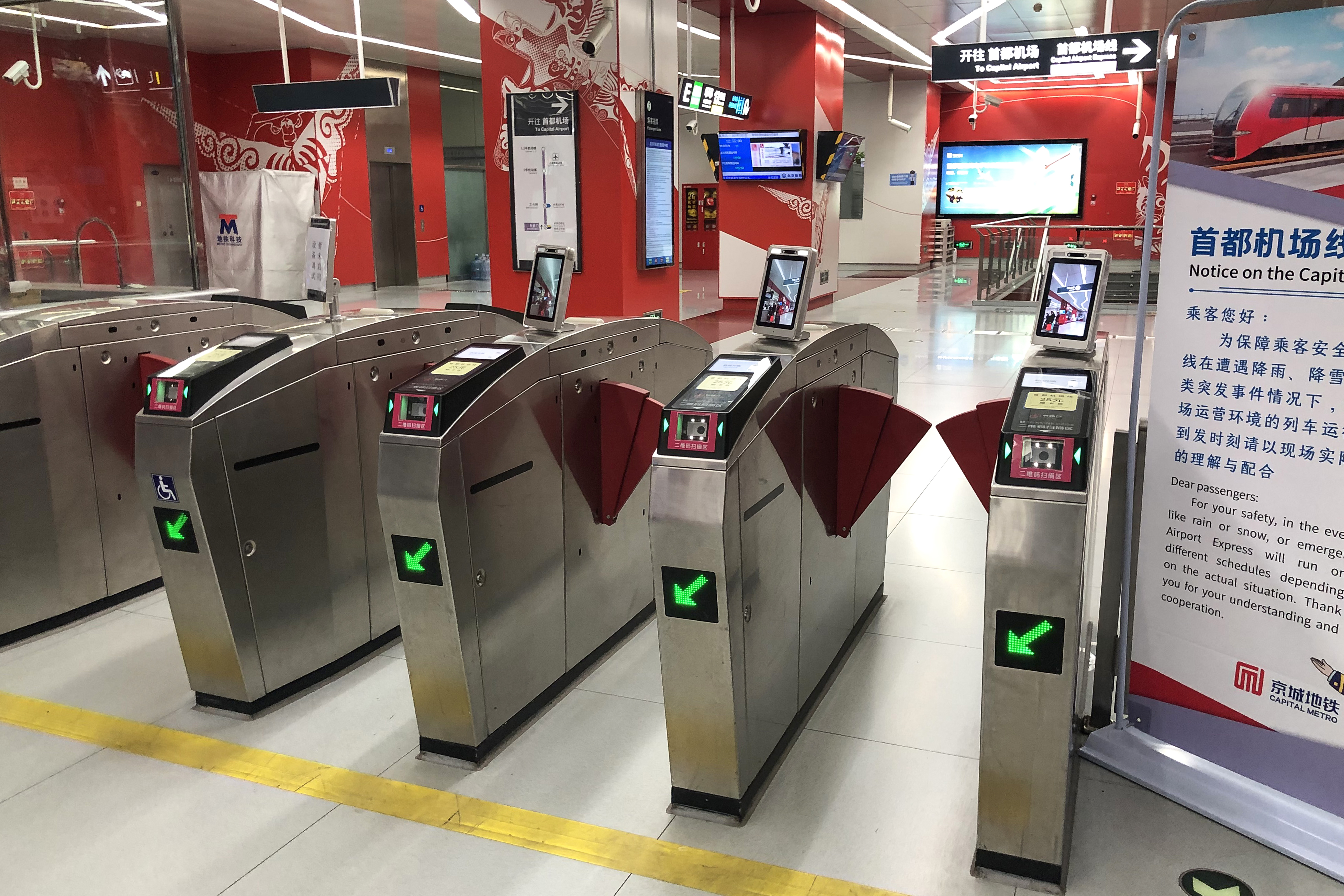
La linea Capital Airport Express adotta un sistema tariffario differente rispetto alla linea 2 e alla linea 13. I passeggeri che intendono utilizzare questa linea devono nuovamente pagare un biglietto.

La stazione di Dongzhimen si articola su 11 livelli, di cui 4 sotterranei e 7 fuori terra. L’intero snodo di trasporto è suddiviso in una parte sotterranea e una in superficie. Al piano stradale si trovano il terminal degli autobus urbani, la hall dei servizi, aree ristoro e spazi di servizio. Il mezzanino del primo piano ospita gli uffici per il personale degli autobus, la polizia dei trasporti e il centro di controllo della stazione. Dal secondo al settimo piano si sviluppano gli uffici collegati al terminal aeroportuale.

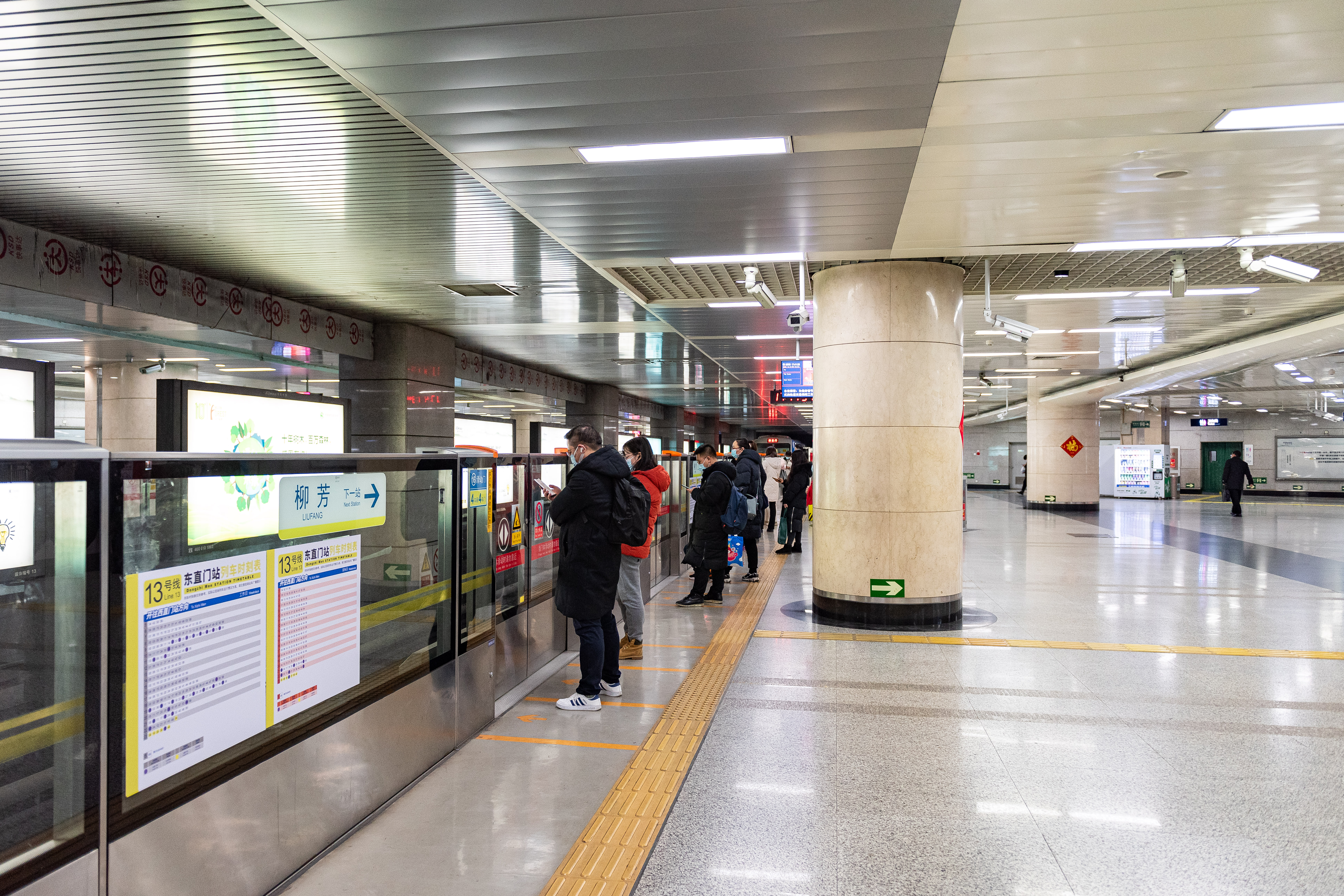
Banchina della linea 13.

Le banchine della stazione sono distribuite sui livelli interrati dal secondo al quarto piano. I piani secondo e terzo ospitano rispettivamente le banchine laterali e gli atri per la linea 13 e per la linea Capital Airport Express. Al quarto piano interrato si trova invece la banchina a isola dedicata alla linea 2, servita da un atrio indipendente.
Per i passeggeri in arrivo dalla linea 2 e diretti alla linea Capital Airport Express, il percorso di cambio parte dall’atrio sud, dove si sale al livello superiore e si svolta a sinistra. Da qui si attraversa una galleria che collega le zone non a pagamento della linea 2 e della linea Capital Airport Express, arrivando all’atrio di scambio. Poiché le due linee adottano sistemi tariffari diversi, il cambio avviene in area non a pagamento: i passeggeri devono quindi effettuare nuovamente la convalida e il pagamento del biglietto per accedere alla linea successiva.
La stazione presenta sette accessi, indicati con le lettere A, B, C, D, E, G e H.

## Servizi
La stazione dispone di:
- Accessibilità per portatori di handicap (ingressi A, D, E, G e H)
- Ascensore
- Emettitrice automatica biglietti
- Scale mobili
- Servizi igienici
- Sportello automatico
- Stazione video sorvegliata
- Ufficio polizia

### Assistenza ai turisti stranieri
Nel marzo 2024, la metropolitana di Pechino ha avviato una formazione linguistica speciale in inglese per il personale di stazione. Nello stesso periodo, secondo le direttive del Comitato municipale dei trasporti, è stata avviata una sperimentazione che ha dotato otto stazioni, tra cui Dongzhimen, di dispositivi di traduzione multilingue in grado di supportare cinese, inglese, giapponese e coreano, per garantire una comunicazione fluida e senza barriere con i passeggeri.

### Orari

#### Linea 2
Essendo una linea circolare, la linea 2 dispone di due percorsi concentrici che operano come segue:
- L'anello interno, da Jishuitan direzione Dongzhimen e Fuxingmen, con tratte ridotte che terminano a Xizhimen.
- L'anello esterno, da Xizhimen direzione Fuxingmen e Dongzhimen, con tratte ridotte che terminano a Jishuitan.

Per il servizio dell'anello interno, la prima corsa da Dongzhimen parte alle 5:13 mentre l'ultimo treno che esegue il percorso completo è alle 22:28. Per le tratte ridotte, l'ultimo treno con destinazione finale Xizhimen è previsto alle 23:13.
Riguardo all'anello esterno, la prima corsa è alle 5:23 mentre l'ultimo treno che esegue il percorso completo è previsto alle 22:44. L'ultima corsa ridotta fino a Jishuitan parte da Dongzimen alle 23:29.

#### Linea 13
Da Dongzhimen, capolinea orientale della linea 13, partono tutti i giorni alle 5:34 i treni verso l'altro capolinea, Xizhimen, concludendo il servizio alle 22:49. Alcuni convogli effettuano un percorso ridotto, fino a Huilongguan, prestando servizio fino alle 23:44.

#### Linea Capital Airport Express
In direzione aeroporto, verso le stazioni Terminal 3 e Terminal 2, i treni partono da Dongzhimen ogni giorno dalle 6:00 alle 22:30. Verso la stazione di Beixinqiao, invece, il servizio è attivo dalle 7:01 alle 23:34.

## Interscambi
- Fermata autobus